# Tumulus van Vissoul

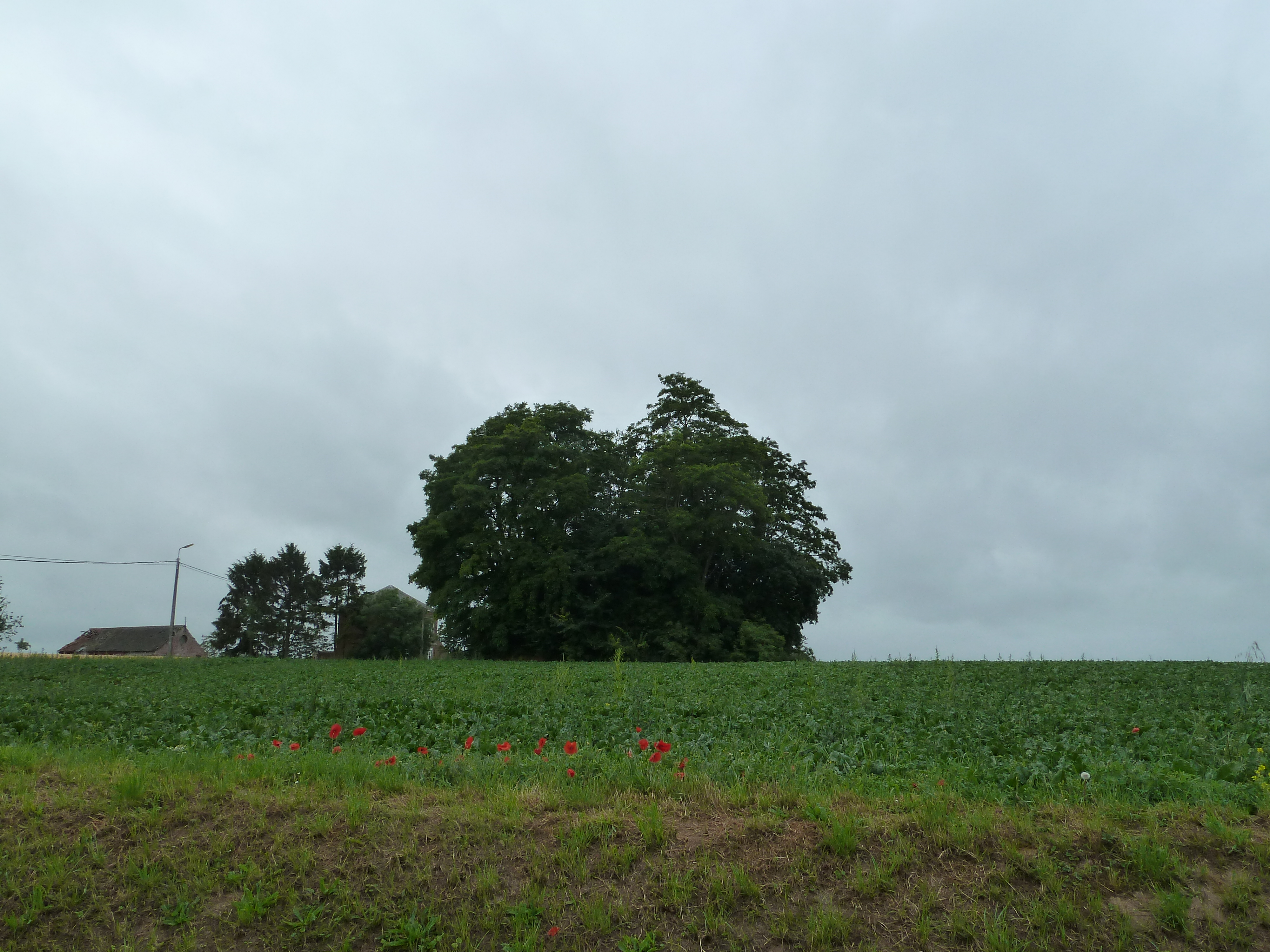
Tumulus van Vissoul

De Tumulus van Vissoul of Tombe van Vissoul is een Gallo-Romeinse grafheuvel bij Vissoul in de Belgische provincie Luik in de gemeente Burdinne. De heuvel ligt aan het uiteinde van de weg Rue du Tumulus ten noordoosten van de het dorp en de locatie wordt hier Campagne de la Tombe genoemd. Meer naar het noordoosten ligt aan dezelfde weg de Tombe van Yve.
De grafheuvel is gelegen op het hoogste punt van het dorp (180 m.). Waarschijnlijk dateert de tumulus uit de tweede eeuw van onze tijdrekening.
De site en haar omgeving zijn sinds 28 mei 1973 beschermd.